# Waschhaus (Chardogne)

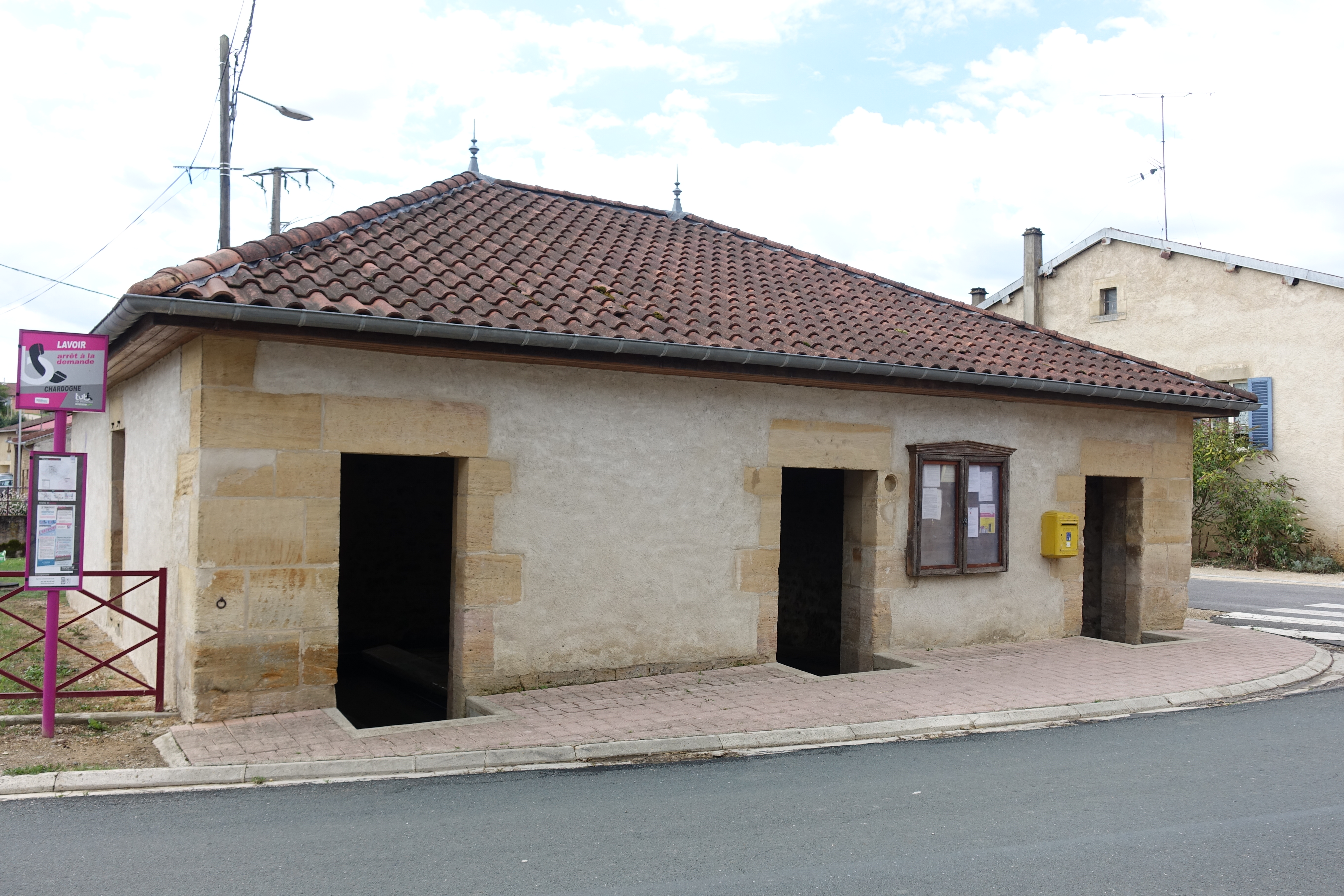
Waschhaus in Chardogne

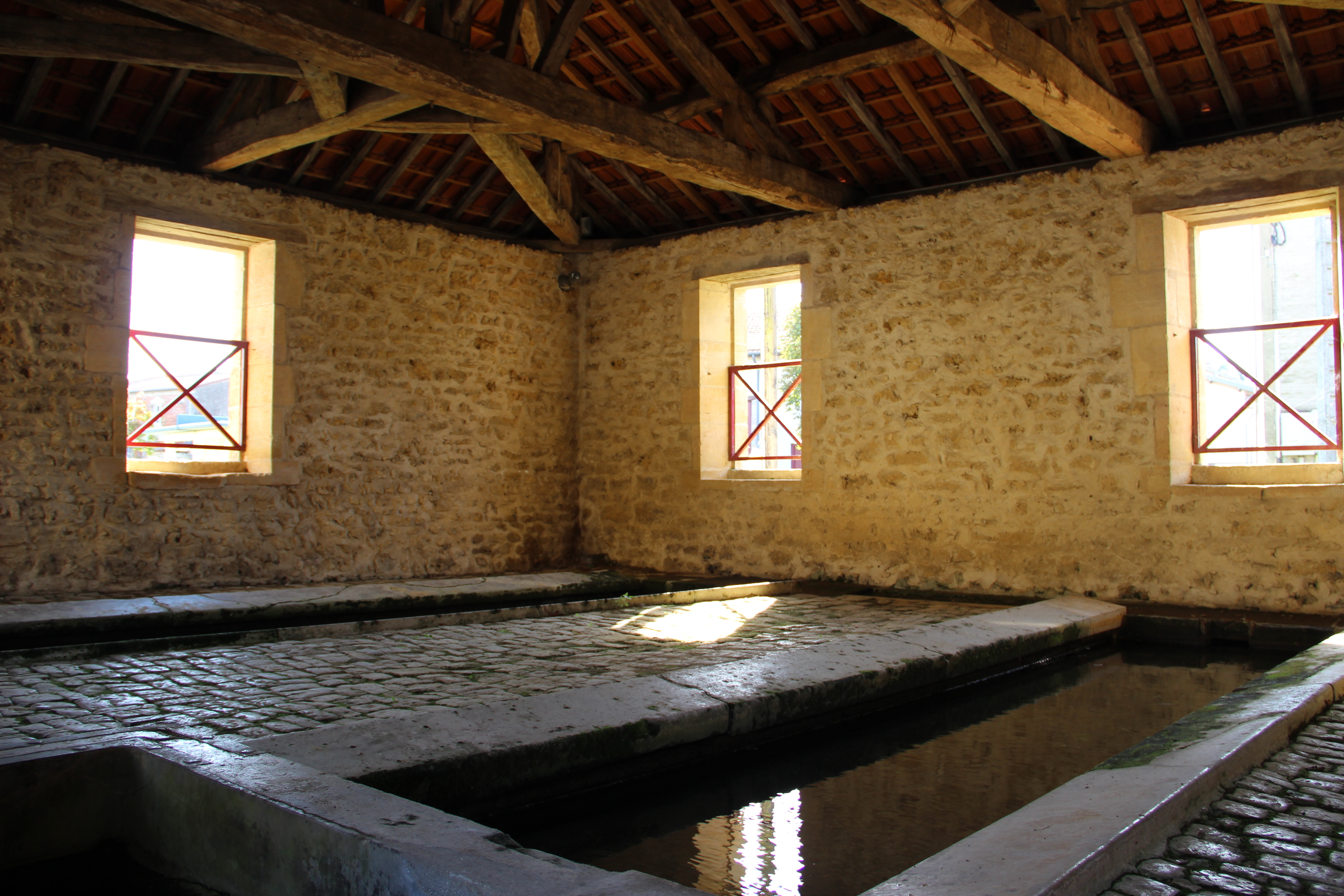
Innenansicht

Das Waschhaus (französisch lavoir) in Chardogne, einer französischen Gemeinde im Département Meuse in der Region Grand Est, wurde im 19. Jahrhundert errichtet. 
Das öffentliche Waschhaus aus verputztem Bruchsteinmauerwerk mit Walmdach und Türrahmungen aus Werkstein, das an der Ecke Rue de Chevreuil und Rue basse steht, hat im Inneren zwei längsrechteckige Wasserbecken.